# Donald Trump Jr.
Donald John „Don“ Trump Jr. (* 31. prosince 1977 New York) je americký podnikatel. Je prvorozeným potomkem  prezidenta USA Donalda Trumpa a české modelky Ivany Trumpové. Aktivně podporoval kandidaturu svého otce na funkci prezidenta Spojených států před volbami v roce 2016. V současné době pracuje spolu se svou sestrou Ivankou Trumpovou a bratrem Ericem Trumpem na pozici výkonného viceprezidenta společnosti The Trump Organization, kterou vybudoval jeho otec.

## Dětství a mládí
Narodil se 31. prosince 1977 na Manhattanu v New Yorku. Má dva mladší sourozence, Ivanku a Erica, a také dva nevlastní sourozence, Tiffany z otcova manželství s Marlou Maples, a Barrona, který pochází ze současného manželství jeho otce s Melanií Trumpovou. Podle vlastních slov mu byli zvláště blízcí babička a dědeček z matčiny strany, hovoří proto plynule česky.
Studoval na The Hill School, univerzitě a přípravné internátní škole v Pottstownu, v Pensylvánii, následně na Wharton School of the University of Pennsylvania, kde získal titul B. S. v oboru ekonomie.

## Veřejné působení

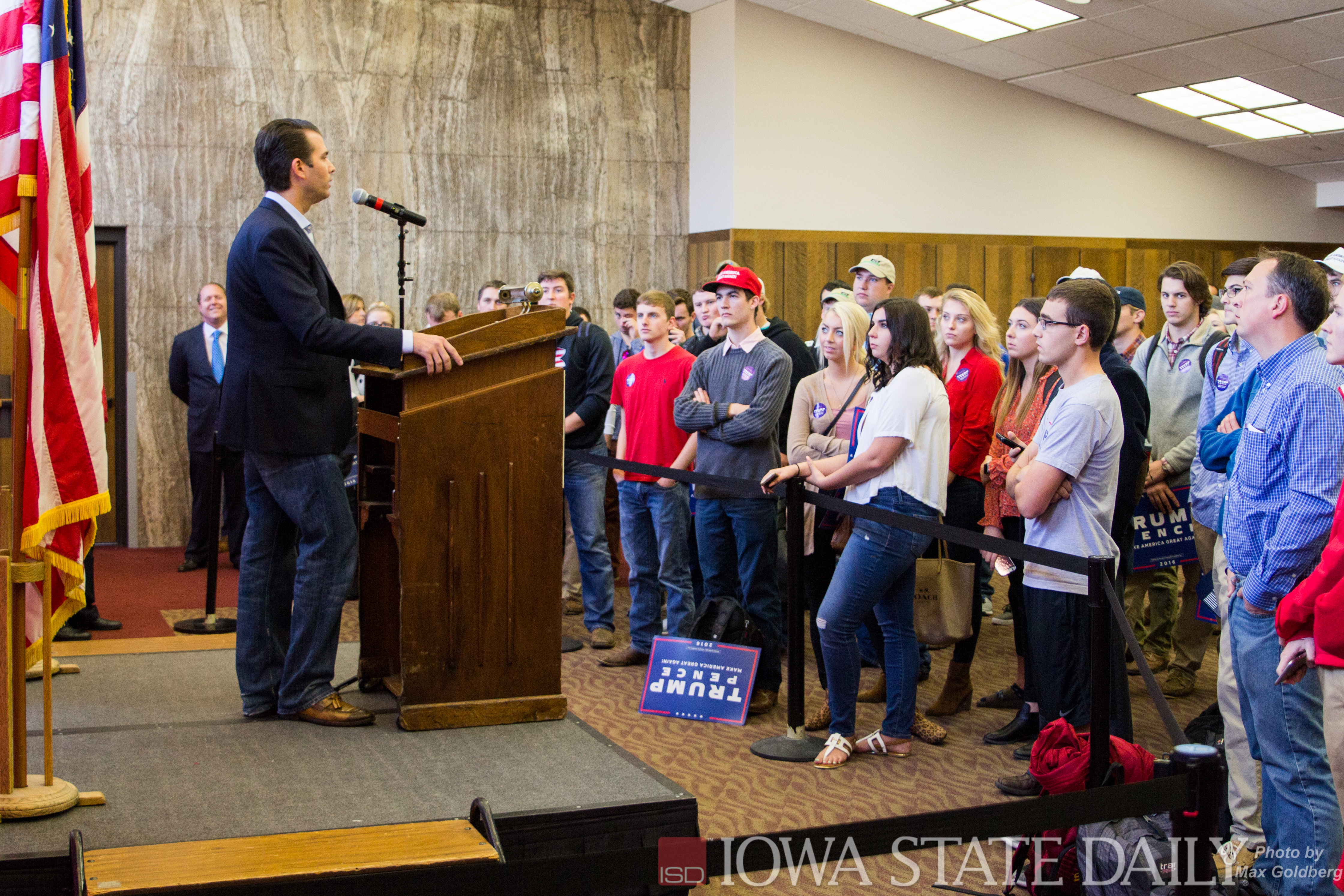
Donald Trump Jr. hovoří 1. listopadu 2016 na předvolebním mítinku ve státě Iowa o programu svého otce

Objevil se jako host v několika epizodách televizní reality show svého otce The Apprentice, a to od 5. řady v roce 2006 až do poslední 14. řady v roce 2015.
Působil při organizaci otcovy volební kampaně v rámci jeho kandidatury ve volbách prezidenta USA 2016. V roce 2016 promluvil na republikánském národním shromáždění, jehož delegátem byl. Po Trumpově zvolení byl členem 16členného přípravného týmu pro novou administrativu. Kromě aféry týkající se ovlivňování voleb Ruskem, a jež se týká především prezidenta Trumpa, se v červenci 2017 intenzívně řešilo setkání Donalda Trumpa juniora s ruskou právničkou Nataljou Veselnickou. Ta je údajně blízká administrativě prezidenta Putina.

## Osobní život
Dne 12. listopadu 2005 se na rodinném sídle Mar-a-Lago v Palm Beach ve státě Florida oženil s modelkou Vanessou Haydonovou. Haydonová je dcerou Bonnie a Charlese Haydona a je židovského a dánského původu. Absolvovala Dwight School a poté studovala psychologii v New Yorku na Marymount Manhattan College. Trumpovi mají pět dětí: dcery Kai Madison (* 2007) a Chloe Sophii (* 2014) a syny Donalda Johna III (* 2009), Tristana Miloše (* 2011) a Spencera Fredericka (* 2012). Rozvedli se v roce 2018.